# Acerodon mackloti
La volpe volante della Sonda (Acerodon mackloti Temminck, 1837) è un pipistrello appartenente alla famiglia degli Pteropodidi, endemico delle Isole della Sonda, Indonesia.

## Descrizione

### Dimensioni
Pipistrello di medie e grandi dimensioni, con la lunghezza totale tra 220 e 238 mm, la lunghezza dell'avambraccio tra 135 e 156 mm, la lunghezza delle orecchie tra 32 e 34 mm, un'apertura alare fino a 1,070 m e un peso fino a 565 g.

### Aspetto
La pelliccia è lanosa sulle spalle, quella della groppa e delle anche è morbida e ondulata, mentre quella della schiena è liscia e schiacciata. Le parti dorsali e la testa variano dal giallo-brunastro al bruno-rossastro, le spalle sono giallo dorate anteriormente ed assumono gradualmente il colore più chiaro della nuca nella zona posteriore. Le parti ventrali variano dal giallo-brunastro al marrone. Nella sottospecie A.m.gilvus il dorso è completamente giallo crema. Il muso è lungo e affusolato, gli occhi sono grandi con l'iride giallo-brunastra chiara. È privo di coda, mentre l'uropatagio è ridotto ad una sottile membrana lungo la parte interna degli arti inferiori. I maschi hanno dei ciuffi di peli untuosi sul collo intorno ad una ghiandola che secerne una sostanza con un odore misto tra muschio e mela. La sottospecie più grande è A.m. alorensis mentre la più piccola è A.m. gilvus.

## Biologia

### Comportamento
Si rifugia in colonie di 300-500 individui su alberi di mango insieme a P. vampyrus. Viene spesso catturato presso giardini e nelle foreste secondarie. Verso il tramonto si sposta verso luoghi dove trovare cibo come le piantagioni di palme da cocco.

### Alimentazione
Si nutre di frutta, in particolare di specie native di Ficus e parti morbide e frutta giovane di Palme da cocco.

### Riproduzione
Femmine con un embrione sono state catturate sull'isola di Timor nei mesi di marzo e maggio, mentre altre sempre con un embrione ciascuna e in allattamento sono state catturate nel mese di ottobre sull'isola di Lombok.

## Distribuzione e habitat
L'areale di questa specie è ristretto alle Isole della Sonda, in Indonesia.
Vive nelle foreste lungo le coste fino a 450 metri di altitudine.

## Tassonomia
Sono state riconosciute 5 sottospecie:
- A.m.mackloti: Timor e Roti.
- A.m.alorensis (K.Andersen, 1909): Alor;
- A.m.floresi (Gray, 1871): Flores, Sumbawa, Moyo;
- A.m.gilvus (K.Andersen, 1909): Sumba;
- A.m.prajae (Sody, 1936): Lombok.

## Conservazione
La IUCN Red List, considerato che questa specie è ristretta solo sulle grandi isole e la sua popolazione è in continuo declino, classifica A. mackloti come specie vulnerabile (VU).

La CITES ha inserito questa specie nell'appendice II.